# 真理の友教会
真理の友教会（みちのともきょうかい）は、日本の新宗教。1950年に和歌山県和歌山市紀三井寺で宮本清治が教祖となり設立された。教祖の死後7人の信者が集団で後追い自殺したことで知られる。

## 概要
教祖である宮本清治は、和歌山県名草地区の醤油屋の息子として1923年ないし1924年に生まれ、1939年に和歌山市内の高等小学校を卒業して当時の国鉄に就職し、1976年に国鉄を依願退職するまで紀三井寺駅や和歌山駅の駅員などとして勤務した人物であった。戦後まもなく結婚したが昭和30年代に離婚し、信者の母子と同居、紀三井寺の観音像の前で座禅して悟りを開いたとして知人の腰痛を加持で治したり悩みに霊感で答えたりして信者が増えていった。
宮本は、国鉄に勤務する傍ら、天地創造万物造化の神であるエホバを主神とし、「正しい人生を歩んで心を清めること」、「救いを死後の天国に求めること」などを教義に掲げる真理の友教会を1950年に創始した。真理の友教会は、1952年に宗教法人格を得た。真理の友教会はエホバを主神とするとしており、キリスト教系の新宗教とも目されるが、特に教典のようなものはなく、「教祖の言葉が教義」だったともいわれている。集会所には観音像も設置されており、仏教色も帯びていた。1976年、宮本は紀三井寺から和歌山市毛見の浜の宮海岸の近くへと自宅を移した。宮本は、自宅で教えを講じ、一部の信者たちは宮本の自宅で集団生活を送っていた。
宮本が病死した1986年の時点で、真理の友教会の信者は和歌山市や海南市に120人ほどとも、80人ほどともいわれ、その多くは宮本の親類であったともいわれている。また、指導的役割の「教師」が5人いたとされる。

## 集団焼身自殺
1986年10月31日、教祖の宮本清治が病死し、その夜、真理の友教会は、浜の宮海岸に近い集会所に信者70人ほどが集って「お別れ会」を行なった。
翌11月1日の早朝、浜の宮海岸で、宮本の妻、義母、養女を含む7人の女性信者の焼死体が発見され、灯油を用いた集団焼身自殺とされた。
自殺した7人は、信者たちから「宮殿」と呼ばれた宮本の自宅で集団生活を送りながら、教会の運営実務を行なっており、未婚者の5人は信者たちから「神の花嫁」と呼ばれていた。宮本の妻とその母以外の5人は、妻の従姉妹などいずれも宮本と親類関係にある20代後半から30代の未婚女性で、親に連れられて子どもの頃から教会に通っていた。「神の花嫁」たちの遺書には「先生のお世話をするのが、神の花嫁の仕事。先生と天国へいきます」などと記されていたが、事件の3年前に書かれていたものもあったとされる。
7人の葬儀は、教祖・宮本清治との合同葬儀として、11月3日に浄土宗の僧侶が読経する仏式で行なわれた。
事件の1年後に真理の友教会を取材した記事によると、集団自殺した「神の花嫁」たちの遺骨は、教会の集会所の庭に置かれた観音像の下に納められ、教会内の祭壇には、教祖・宮本やイエス、マリアの肖像とともに、「神の花嫁」たちの写真が置かれていたという。
事件後、宮本の後任として宗教法人の代表役員となったのは、「神の花嫁」のひとりの兄であった。